# Monostor (Ukrajna)
Monostor (ukránul: Монастирець) község Ukrajnában, Kárpátalján, a Huszti járásban.

## Fekvése
Huszttól északkeletre, a Nagy-ág vizének jobb partján fekvő település.

## Története
Monostor nevét 1548-ban említette először oklevél Monostor néven. Későbbi névváltozatai: 1750-ben Monastyrec’(Petrov55), 1780-1781-ben Monostor, Mánasztérecz, 1804-ben Monaster (Korabinszky), 1828-ban Monostor(Nagy 197), 1851-ben Monostor (Fényes Elek 3: 114), 1865-ben Manastor (Sebestyén 2008: 197), 1877-ben Herincse-Monostor (hnt.), 1888-ban Monostor telep (hnt.), 1907-ben Monostor (hnt.), 1913-ban Herincsemonostor (hnt.), 1925-ben Monastyř, 1930-ban Monastýr, 1944-ben Herincsemonostor (hnt.), 1983-ban Монастирець, Монастырец.
Az 1800-as években Pesty Frigyes írta a településről: Monostor a környék legrégibb faluja, egykor egy zárda is létezett itt, melyben egy Szent Bazil rendű szerzetes prédikált és az egyházi ügyekben is eljárt. Templomának építési valamint elpusztulási ideje bizonytalan, a templom ajtaján még látszanak az 1717. évi tatár rabláncoknak a nyomai, maga a falu a Nagy-Ág vizének jobb partján fekszik, és Herincsével van összvekapcsolva.
A falu nevében a Herincse előtag a 19. századtól használatos, mely a szomszédos Herincse falura utal, melyhez Monostor is tartozott.